# Kenny Hickey
Kenneth Shaun Hickey (Nueva York, 22 de mayo de 1966) es un músico estadounidense que fue el guitarrista y segundo vocalista de la banda de metal gótico Type O Negative desde 1990 hasta su disolución en 2010. Él es también el guitarrista y vocalista de la banda de heavy metal Seventh Void, y fue guitarrista en vivo de Danzig. Ambas bandas también cuentan con su compañero en Type O Negative Johnny Kelly como batería.

## Type O Negative
En 1989, Kenny fue invitado a unirse a una nueva banda Type O Negative después de que el exguitarrista de Carnivore Marc Piovanetti declinara su invitación. Kenny era un amigo de la infancia del resto de la banda, puesto que habían crecido en el mismo vecindario. Él también ha grabado todos los álbumes de Type O Negative al igual que Peter Steele y Josh Silver (Johnny Kelly se unió en 1994).
Hickey se consideraba el más callado de Type O Negative, tomando a menudo un segundo plano detrás de los otros miembros en las entrevistas.

## Guitarras
Normalmente, Kenny toca guitarras Fernandes, Monterey y Vertigo. Desde la gira de Dead Again, toca una guitarra Schecter EX baritone con un sistema Sustaniac Stealth Pro Sustainer. Kenny es también conocido por usar sistemas Fernandes Sustainer.
En los primeros años de Type O Negative, Kenny tocaba una Gibson Flying V.

## Trivia
- Dirigió el vídeo de "Everything Dies" para el álbum World Coming Down.
- Hace coros en la mayoría de las canciones y es voz principal en algunos temas.
- Afirma que dejó completamente las drogas desde el álbum October Rust en 1996.